# Beehive Hill
Beehive Hill är en kulle i Antarktis. Den ligger i Västantarktis. Argentina, Chile och Storbritannien gör anspråk på området. Toppen på Beehive Hill är 2 030 meter över havet.
Terrängen runt Beehive Hill är varierad. Beehive Hill är den högsta punkten i trakten. Trakten är obefolkad. Det finns inga samhällen i närheten.